# Émirat de Crète
env. 824 ou 827/828 – 961
Entités précédentes :
- Crète byzantine

Entités suivantes :
- Crète byzantine

L’émirat de Crète est un État islamique qui exista sur cette île de la Méditerranée orientale de la décennie 820 à 961. Il fut fondé par un groupe d'Andalous exilés de Cordoue qui conquirent la Crète vers 824 ou en 827/828 et y édifièrent une nouvelle capitale, la ville de Chandax, actuelle Héraklion.
Durant ses quelque 135 années d'existence, l'émirat de Crète (appelé Iqritich ou Iqritiya par les Arabes) fut l'un des adversaires les plus redoutables de Byzance, barrant l'accès de Constantinople à la Méditerranée et servant de relais et de base arrière aux flottes musulmanes qui ravageaient les côtes égéennes. Pour tenter d'abattre la puissance des pirates arabes andalous de Crète, les Byzantins lancèrent une dizaine d'expéditions navales dans l'Égée ou de campagnes terrestres en Crète même, dont beaucoup se soldèrent par des échecs cuisants. Il fallut attendre 961 pour que le général et futur empereur Nicéphore Phocas enlevât la place forte de Chandax, ramenant la Crète dans le giron de l'Empire byzantin, pour deux siècles et demi.
Dix souverains se succédèrent à la tête de l'émirat crétois, dont l'histoire intérieure n'est guère documentée : la population, soumise à une double-capitation, le kharadj, fuit les plaines qui se dépeuplent tandis que la montagne voit se multiplier bergeries et hameaux dispersés, cachés en amont des vallées ou dans les dépressions d'altitude et vivant d'élevage extensif. En revanche, les Arabes développent dans les plaines vergers, oliveraies et magnaneries. En dehors des cultures, l'émirat tire également ses revenus de la flibuste et du commerce.

## Histoire

### Les premiers raids arabes contre la Crète (VIIe–VIIIesiècle)
La Crète fut la cible d'attaques arabes dès la première vague des conquêtes musulmanes, au milieu du VIIe siècle de notre ère. Elle subit un premier raid en 654, lors du règne de l'empereur Constant II (641-668). En 674-675, sous Constantin IV (668-685), alors que les armées omeyyades, installées à Cyzique, menaçaient Constantinople, une flotte arabe attaqua la Crète et y hiverna, et certaines régions de l'île connurent une occupation temporaire sous le règne du calife omeyyade Al-Walīd Ier, qui régna de 705 à 715. À cette époque, la Crète ne fut cependant jamais conquise et resta fermement aux mains de Byzance, en dépit de quelques razzias menées au VIIIe siècle, car elle se trouvait trop éloignée des bases navales arabes du Proche-Orient pour qu'une expédition efficace pût être lancée contre elle.

### La conquête de l'île par les pirates andalous (env. 824 ou 827/828)
En 818, l'émir de Cordoue Al-Hakam Ier réprima une révolte qui avait éclaté dans sa capitale. Lors de la répression qui s'ensuivit, les habitants du quartier du Faubourg (Al-Rabad) furent exilés en masse. Certains s'installèrent au Maroc mais d'autres, dont le nombre excédait les dix mille, se tournèrent vers la piraterie, non sans avoir, probablement, reçu le renfort d'autres Andalous. Sous la conduite d'Omar ibn Hafs ibn Chouayb ibn Isa al Ballouti, communément désigné sous le nom d'Abou Hafs, des membres de ce groupe débarquèrent à Alexandrie, dont ils conservèrent le contrôle jusqu'en 827, lorsque le général abbasside Abdoullah ibn Tahir al-Khorasani vint les assiéger et les déloger de la ville, ,.

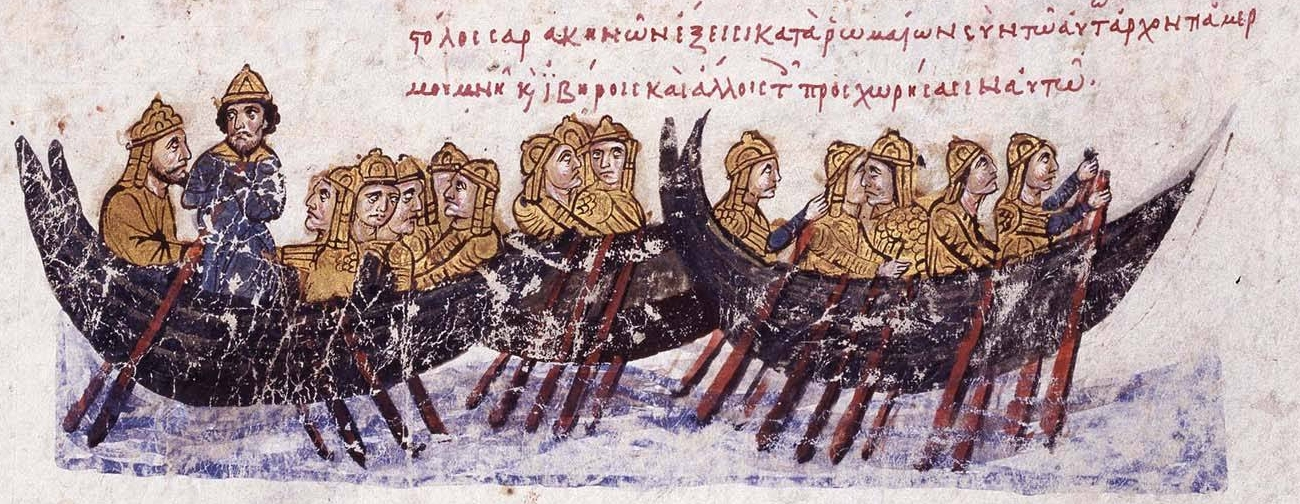
La flotte sarrasine fait route vers la Crète. Miniature du manuscrit de Madrid de la Chronique de Skylitzès.

Conformément à l'armistice qu'ils conclurent avec lui, les Andalous et leurs familles quittèrent Alexandrie à bord de quarante vaisseaux. L'historien Warren Treadgold estime leur nombre à quelque 12 000 personnes, dont environ 3 000 combattants. Les aventuriers mirent alors le cap sur la Crète, qu'ils connaissaient déjà, selon les chroniqueurs byzantins, pour l'avoir razziée précédemment. Ces mêmes auteurs affirment qu'initialement, les musulmans comptaient seulement razzier une fois de plus la Crète, mais qu'Abou Hafs aurait bouté le feu à ses navires pour ôter à ses hommes toute possibilité de reprendre la mer. Dans la mesure où les exilés avaient emmené avec eux femmes et enfants, il est fort probable que l'anecdote a été inventée a posteriori. Nous ignorons également quel fut précisément le site où les Arabes prirent pied sur l'île ; certains érudits pensent qu'ils débarquèrent sur le littoral septentrional, dans la baie de Souda ou à proximité de l'endroit où ils allaient bâtir Chandax (arabe : ربض الخندق, khandaq, c'est-à-dire « le fossé [défensif] »), leur ville et forteresse principale, mais d'autres jugent plus vraisemblable qu'ils arrivèrent sur la côte méridionale (en particulier par la large plaine fertile de la Messara), et auraient de là gagné le littoral égéen,.
La date exacte de l'arrivée des exilés andalous en Crète est incertaine. Si l'on suit les sources musulmanes, elle est généralement datée de 827 ou 828, dans la foulée immédiate de leur expulsion,. Les sources byzantines semblent toutefois contredire cet enchaînement des événements et indiquer que les Andalous d'Alexandrie envahirent l'île peu après l'écrasement de la grande révolte de Thomas le Slave (821-823) par l'empereur Michel II (820-829). Sur la base d'éléments complémentaires, touchant au nombre et à la chronologie des campagnes lancées par les Byzantins contre les envahisseurs, ainsi qu'à des questions de prosopographie des généraux byzantins, d'autres auteurs, comme Vasileios Christides ou Christos Makrypoulias, ont donc été amenés à proposer une datation un peu plus haute, aux alentours de 824.

### Les tentatives byzantines de reconquête sous la dynastie amorienne (820-867)

#### Sous Michel II (820-829)
Dès qu'il fut informé du débarquement arabe, l'empereur Michel II réagit en lançant une série d'expéditions pour reprendre l'île. La capacité de l'Empire byzantin à riposter efficacement était toutefois obérée par les pertes qu'il avait subies durant la révolte de Thomas le Slave et, si l'invasion eut bien lieu en 827/828, par la nécessité de distraire une partie des vaisseaux et des troupes disponibles pour faire pièce à la conquête progressive de la Sicile par la dynastie tunisienne des Aghlabides. La première de ces contre-attaques fut commandée par Photinos, stratège du thème des Anatoliques, et le connétable Damianos, et se conclut par une bataille rangée, où ce dernier trouva la mort,. Lancée l'année d'après, la suivante réunit 70 navires, sous le commandement de Cratèros, stratège du thème des Cibyrrhéotes. Dans un premier temps, les forces impériales prirent l'avantage mais, péchant par excès de confiance, elles furent taillées en pièces par une attaque nocturne. Leur commandant parvint à s'enfuir à Kos, mais les Arabes le capturèrent et le crucifièrent sur place,. Christos Makrypoulias, incline à penser que ces campagnes eurent lieu avant que les Andalous n'eussent terminé d'édifier la ville de Chandax et n'y eussent transféré leur capitale, fixée auparavant à Gortyne, dans l'intérieur de l'île.

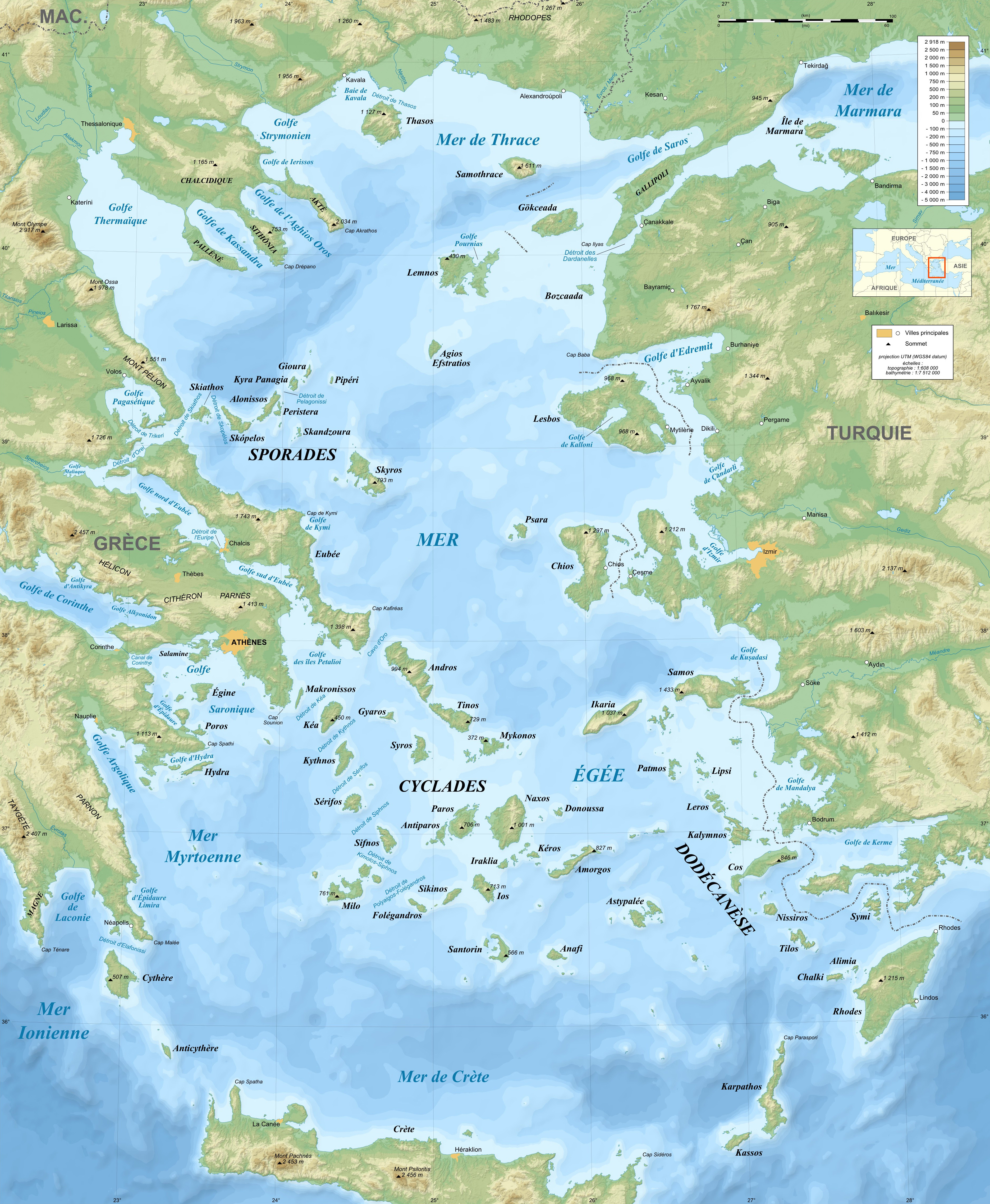
Carte de la mer Égée, dont la Crète forme la limite méridionale.

Une fois repoussées ces offensives byzantines, Abou Hafs consolida peu à peu son emprise sur l'ensemble de la Crète et assit son pouvoir de souverain de l'île. Même s'il reconnut la suzeraineté du califat abbasside, c'est en toute indépendance qu'il gouverna en fait son émirat. La conquête de la Crète par les Arabes revêtit une importance majeure, car elle bouleversa l'équilibre des forces navales en Méditerranée orientale et exposa les rivages de l'Égée aux attaques des pirates, aussi fréquentes que dévastatrices, dont ils avaient été protégés jusqu'alors. Durant les premiers temps de leur présence en Crète, les pirates andalous occupèrent également quelques-unes des Cyclades mais l'empereur Michel II monta une fois encore une expédition de grande envergure, pour laquelle il leva un tout nouveau corps de marins, les tessarakontarioi (« hommes à quarante », c'est-à-dire percevant une solde, fort appréciable, de quarante nomismata), et mit en chantier des navires supplémentaires. Sous la conduite de l'amiral Nicétas Oryphas, cette flotte réussit à évincer les Arabes de la mer Égée, sans toutefois parvenir à reprendre la Crète,.

#### Sous Théophile (829-842)
Successeur de Michel II, l'empereur Théophile dépêcha une ambassade auprès d'Abd al-Rahman II de Cordoue, pour tenter de le convaincre d'engager une action conjointe contre les exilés andalous, sans autre résultat que d'obtenir l'assentiment de l'émir à toute action que les Byzantins entreprendraient à leur encontre,. En octobre 829, les pirates crétois anéantirent une escadre impériale au large de Thasos et entreprirent ensuite de piller le Mont Athos,. Par la suite, ils attaquèrent Lesbos, en 837, ainsi que le thème des Thracésiens, où ils détruisirent le foyer monastique du mont Latros, mais furent lourdement défaits par le stratège du thème, Constantin Kontomytès,.

#### Sous Michel III (842-867)
À la mort de Théophile, en 842, son héritier, Michel III, n'avait que cinq ans et le nouveau pouvoir, placé sous la houlette de sa veuve, Théodora, et du puissant logothète du drome Théoctiste, prit d'autres mesures pour contrer la menace crétoise : en 843, le thème Égée, est créé afin de mieux riposter aux raids arabes de la mer Égée, tandis qu'une expédition était à nouveau lancée pour tenter de reconquérir la Crète. Théoctiste en assura personnellement le commandement et parvint à s'emparer d'une bonne partie du territoire crétois mais les intrigues politiques tramées à Constantinople le contraignirent à s'éloigner de son armée ; les troupes laissées sur place (sous le commandement de Serge le Nicétiate) furent alors massacrées par les Arabes,. En 853, plusieurs escadres byzantines s'engagèrent dans des opérations conjointes en Méditerranée orientale et mirent à sac la base navale de Damiette, en Égypte, où elles s'emparèrent d'armes destinées à la Crète,. En dépit des quelques succès que Byzance récolta face aux Arabes dans les années qui suivirent, le début de la décennie 860 fut marqué par la reprise des raids crétois, qui atteignirent le Péloponnèse, les Cyclades et le Mont Athos,. En 866, le césar Bardas, frère de Théodora et véritable détenteur du pouvoir de 856 à 866, après l'éviction de Théoctiste, monta à nouveau un corps expéditionnaire de grande envergure pour soumettre la Crète mais son assassinat par Basile le Macédonien, deux semaines à peine après que la flotte eut quitté la capitale, sonna le glas de l'entreprise,,.

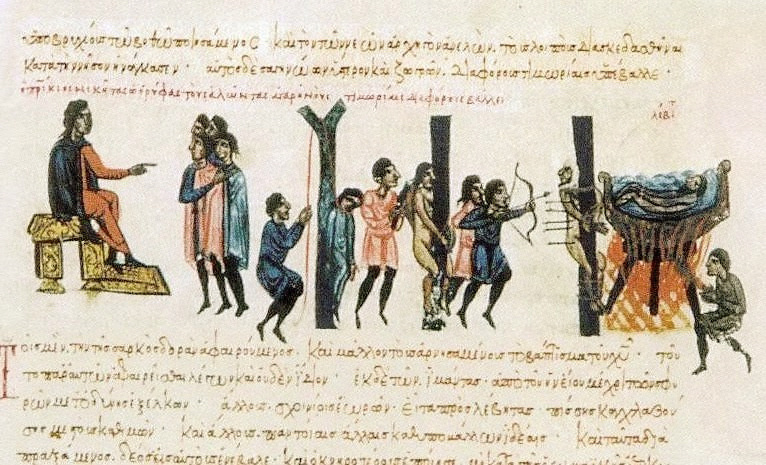
Illustration du manuscrit de Madrid de la Chronique de Skylitzès, montrant l'amiral Oryphas suppliciant les pirates arabes de Crète.

### Les tentatives byzantines de reconquête sous la dynastie macédonienne (867-886)

#### Sous BasileIer(867-886)
Au début de la décennie 870, les raids des pirates de Crète, souvent conduits par des renégats byzantins, redoublèrent d'intensité : leurs escadres écumaient la mer Égée, voire des eaux plus lointaines, puisqu'elles parurent jusque sur les côtes dalmates. Une flottille crétoise pénétra même en Propontide (mer de Marmara) et mena une attaque, infructueuse, contre l'île de Proconnèse : c'était la première fois depuis 717-718 et le second siège de Constantinople par les Arabes qu'une force navale musulmane parvenait aussi près de la capitale même de l'Empire. En 873, puis en 874, l'amiral byzantin Nicétas Oryphas infligea coup sur coup deux lourdes défaites aux corsaires crétois. Lors de la seconde, notamment, il fit un nombre considérable de prisonniers, qu'il soumit à toutes sortes de sévices en représailles des raids accomplis,,. Ces victoires paraissent avoir débouché sur une trêve et il semble que l'émir de Crète Saipès (Chouayb Ier ibn Omar) ait été contraint, durant une dizaine d'années, de payer tribut à Byzance.

#### Sous Léon VI (886-912)
Les pirates andalous de Crète ne tardèrent cependant pas à reprendre leurs assauts, avec le renfort de flottilles nord-africaines et syriennes. Le Péloponnèse fut particulièrement affecté par ces raids mais tel fut également le cas de l'Eubée et des Cyclades : l'île de Patmos tomba sous leur contrôle et celle de Naxos fut contrainte de leur payer tribut. Ils pourraient bien avoir occupé Athènes, approximativement durant la période 896-902, et en 904, une flotte syrienne commandée par un renégat byzantin, Léon de Tripoli, mit à sac la deuxième ville de l'Empire, Thessalonique. Les Arabes de Crète coopéraient étroitement avec leurs coreligionnaires syriens, auxquels l'île servait souvent de base ou d'escale : ainsi, Léon de Tripoli y vendit ou offrit comme esclaves bon nombre des prisonniers, au nombre de plus de 20 000, qu'il avait faits lors de son raid contre Thessalonique,. En 911, les Byzantins lancèrent une nouvelle grande expédition contre la Crète : placée sous le commandement de l'amiral Himérios, elle réunissait une bonne centaine de bateaux mais fut forcée de réembarquer au bout de quelques mois passés sur le sol de Crète et, peu après, ses bâtiments furent détruits au large de Chios par une force navale conjointe créto-syrienne,,,.

#### Sous Constantin VII Porphyrogénète (912-959)
La piraterie musulmane crétoise ayant atteint un nouveau paroxysme dans les décennies 930 et 940, en portant ses dévastations dans le Sud de la Grèce, au Mont Athos et sur les côtes occidentales de l'Asie mineure, l'empereur Constantin VII Porphyrogénète, qui régna de 913 à 959, dépêcha une nouvelle expédition en 949. Elle fut mise en pièces par une attaque surprise : les chroniqueurs byzantins imputent cette défaite à l'incompétence et à l'inexpérience du commandant placé à la tête de ces troupes, l'eunuque et chambellan impérial Constantin Gongylès,,,. Le souverain ne renonça pas pour autant et, durant les dernières années de son règne, entama les préparatifs d'une nouvelle équipée.

### La reconquête de la Crète par les Byzantins (961)
L'expédition préparée par Constantin VII devait être lancée par son successeur, l'empereur Romain II (959-963), lequel en confia le commandement à un général talentueux, Nicéphore Phocas. À la tête d'une flotte imposante et d'un très fort contingent, il prit la mer en juin ou juillet 960, débarqua en Crète, bouscula les premières résistances musulmanes et vint mettre le siège devant Chandax. Le blocus se prolongea tout l'hiver 960-961 ; le 6 mars, les Byzantins emportaient la cité, ,.

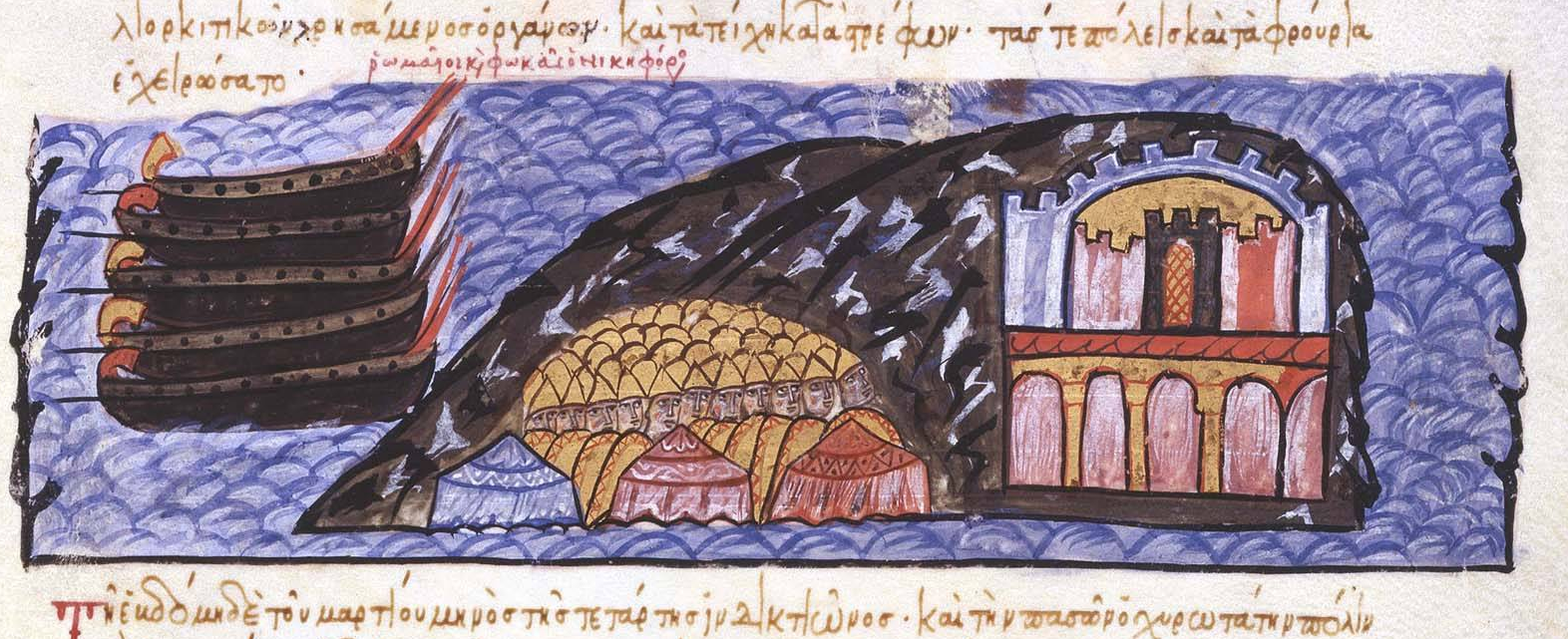
Illustration de la Chronique de Skylitzès montrant le siège par les Byzantins de Chandax, la principale place forte de l'émirat de Crète.

L'armée byzantine pilla Chandax, en rasa les mosquées et démantela les fortifications : ses habitants musulmans subirent le sort que leurs ancêtres avaient, 135 ans auparavant, infligé aux autochtones crétois. Ils furent massacrés ou réduits en esclavage tandis que le dernier émir de Crète, Abd al-Aziz ibn Chouayb (le Kouroupas des sources grecques), avec son fils al-Nouman (Anémas dans l'historiographie byzantine) étaient emmenés en captivité à Constantinople, où Phocas célébra un triomphe,. L'île devint un des thèmes de l'Empire et les rares musulmans qui y subsistaient (probablement en majorité des autochtones passés à l'islam durant la domination arabe) embrassèrent le christianisme sous l'action de missionnaires tels que saint Nicon le Convertisseur (« Métanoète »). Toutefois parmi ces convertis, figura le prince Anémas lui-même, qui, entré au service de Byzance, trouva la mort en 971 au siège de Dorostolon sur les bords du Danube, lors de la guerre qui opposa Byzance aux Russes en 970-971,.
La conquête de la Crète par l'Empire byzantin a des conséquences jusqu'aux confins de l'Europe : ainsi les monnaies byzantines prennent le pas sur les monnaies arabes dans les fouilles archéologiques en Scandinavie à partir de la prise de contrôle byzantine de l'île.

### Liste des émirs de Crète
La succession des émirs de Crète a pu être établie grâce aux sources arabes et byzantines mais aussi et surtout au moyen de leur monnayage. Les dates de règne indiquées ci-après sont donc fort approximatives, :
| Nom arabe                                                      | Nom dans les sources grecques | Règne              |
| -------------------------------------------------------------- | ----------------------------- | ------------------ |
| Abou Hafs (Omar Ier ibn Chouayb ibn Isa al-Ghaliz al-Iqritich) | Apohapsis                     | 827/828 - env. 855 |
| Chouayb I ibn Omar (en)                                        | Saipès ou Saet                | env. 855–880       |
| Abou Abdallah Omar II ibn Chouayb (en)                         | Babdel                        | env. 880–895       |
| Mouhammad ibn Chouayb al-Zarkoun (en)                          | Zerkounès                     | env. 895–910       |
| Yousouf ibn Omar II (en)                                       |                               | env. 910–915       |
| Ali ibn Yousouf (en)                                           |                               | env. 915–925       |
| Ahmad ibn Omar II (en)                                         |                               | env. 925–940       |
| Chouayb II ibn Ahmad (en)                                      |                               | env. 940–943       |
| Ali ibn Ahmad (en)                                             |                               | env. 943–949       |
| Abd al-Aziz ibn Chouayb II                                     | Kouroupas                     | 949–961            |
| (Al-Nouman ibn Abd al-Aziz (en))                               | Anémas                        | N'a pas régné      |

## Économie et civilisation
Dans l'histoire de la Crète, la période de la domination arabe reste assez obscure, car il ne nous est guère parvenu d'éléments qui pourraient nous éclairer sur sa civilisation à l'époque. Si les Arabes ont laissé quelques traces dans la toponymie crétoise, l'île ne possède plus aucun vestige significatif de leur présence, peut-être parce que les Byzantins en auraient volontairement détruit toute trace après la reconquête de 961. Cette absence de témoignage matériel a influé sur notre perception générale de l'émirat de Crète : s'appuyant pour l'essentiel sur l'historiographie byzantine, les spécialistes l'ont traditionnellement appréhendé selon le prisme réducteur des Byzantins, pour lesquels il représentait avant tout l'exemple même du « nid de pirates ».
Le tableau qui se dégage des quelques indications éparses dont nous disposons en provenance du monde musulman est en revanche celui d'un État organisé, doté d'une économie monétaire classique et entretenant des relations commerciales étendues. Certains indices donnent par ailleurs à penser que Chandax constituait un centre culturel d'une certaine importance. Le monnayage d'or, d'argent et de cuivre des émirs crétois, qui a été retrouvé en abondance et ne présente pratiquement pas de variation de poids et de titre, témoigne de la vigueur de l'économie de la Crète arabe et du haut niveau de vie de sa population musulmane. L'activité économique insulaire a été stimulée par les relations commerciales intenses, entretenues avec le reste de l'espace musulman, l'Égypte en particulier, ainsi que par une agriculture qui connut un vigoureux essor, car la nécessité d'assurer l'autonomie alimentaire d'un État indépendant et la possibilité d'accéder aux marchés du monde musulman aboutirent à l'intensification des cultures dans l'île. Il est possible que la canne à sucre y ait été introduite à cette époque.

## Structure confessionnelle
Ce que devint la population chrétienne de l'île après la conquête musulmane n'apparaît pas clairement ; la thèse classique est que les chrétiens survivants furent convertis ou expulsés. Toutefois des artefacts à motifs chrétiens trouvés dans la vallée d'Amari et sur les plateaux d'Omalós et de Lassithi, ainsi que le témoignage des sources musulmanes, fournissent les indices d'une survivance du christianisme dans l'île, mais il en ressort aussi que les musulmans, descendant des conquérants andalous, immigrés de plus fraîche date ou chrétiens convertis, étaient devenus majoritaires dans l'île, d'autant qu'ils étaient exemptés du kharadj, l'impôt sur les non-musulmans, et des corvées agricoles. Selon Théodose le Diacre, ces chrétiens « habitants des monts et des grottes » emmenés par leur chef Karamountès, se rebellèrent et descendirent des montagnes lorsque Nicéphore Phocas mit le siège devant Chandax.
Après la fin de l'émirat de Crète, il faudra attendre la période ottomane (à partir de 1645/48) pour revoir des musulmans dans l'île ; parmi ceux-ci, les derniers furent expulsés en échange de Grecs d'Anatolie par application du Traité de Lausanne (1923).